# Liste de slashers
Les slashers sont généralement des films d'horreur où l'on retrouve souvent une bande d'adolescents qui se font assassiner les uns après les autres par un tueur en série (ou parfois autre chose) qui ne peut que faire partie de leur entourage. La vogue du slasher movie débute en 1978 avec Halloween, La Nuit des Masques. En 1996 Scream renouvelle le genre en y intégrant plus d'humour et de gore.
Durant la décennie 2000, le slasher se fait plus rare dans le cinéma d'horreur, laissant la place au Torture porn, plus violent, avec des productions comme Saw ou Hostel.

## Liste des principaux slashers par années
| Années | Titre                            | Titre VO                     | Réalisateur       | Acteurs notables                                                             |
| ------ | -------------------------------- | ---------------------------- | ----------------- | ---------------------------------------------------------------------------- |
| 1960   | Psychose                         | Psycho                       | Alfred Hitchcock  | Anthony Perkins, Janet Leigh et Vera Miles                                   |
| 1971   | La Baie sanglante                | Ecologia del delitto         | Mario Bava        | Claudine Auger, Luigi Pistilli et Claudio Camaso                             |
| 1972   | La Dernière Maison sur la gauche | The Last House on the Left   | Wes Craven        | Sandra Cassel, Lucy Grantham et David Hess                                   |
| 1972   | Le Rideau de la mort             | The Flesh and Blood Show     | Pete Walker       | Ray Brooks, Luan Peters et Jenny Hanley                                      |
| 1974   | Massacre à la tronçonneuse       | The Texas Chain Saw Massacre | Tobe Hooper       | Marilyn Burns, Gunnar Hansen, Edwin Neal, Allen Danziger et Paul A. Partain  |
| 1974   | Black Christmas                  |                              | Bob Clark         | Olivia Hussey,Keir Dullea et Margot Kidder                                   |
| 1976   | Communion sanglante              | Alice, Sweet Alice           | Alfred Sole       |                                                                              |
| 1978   | Halloween : La Nuit des masques  | Halloween                    | John Carpenter    | Jamie Lee Curtis, Donald Pleasence, Nick Castle, Nancy Loomis et P. J. Soles |
| 1979   | Terreur sur la ligne             | When a Stranger Calls        | Fred Walton       | Charles Durning et Carol Kane                                                |
| 1979   | Driller Killer                   | The Driller Killer           | Abel Ferrara      | Abel Ferrara                                                                 |
| 1979   | Le Piège                         | Tourist Trap                 | David Schmoeller, | Chuck Connors et Jocelyn Jones                                               |
| 1979   | Le Silence qui tue               | The Silent Scream            | Denny Harris      | Rebecca Balding et Cameron Mitchell                                          |

| Années | Titre                                            | Titre VO                                           | Réalisateur                 | Acteurs notables                                                                 |
| ------ | ------------------------------------------------ | -------------------------------------------------- | --------------------------- | -------------------------------------------------------------------------------- |
| 1980   | Vendredi 13                                      | Friday the 13th                                    | Sean S. Cunningham          | Betsy Palmer et Adrienne King                                                    |
| 1980   | Le Bal de l'horreur                              | Prom Night                                         | Paul Lynch                  | Jamie Lee Curtis                                                                 |
| 1980   | Le Monstre du train                              | Terror Train                                       | Roger Spottiswoode          | Jamie Lee Curtis, Ben Johnson et Hart Bochner                                    |
| 1980   | Pyromaniac                                       | Don't Go in the House                              | Joseph Ellison              | Dan Grimaldi                                                                     |
| 1981   | Halloween 2                                      |                                                    | Rick Rosenthal              | Jamie Lee Curtis, Donald Pleasence et Dick Warlock                               |
| 1981   | Le Tueur du vendredi                             | Friday the 13th Part 2                             | Steve Miner                 | Amy Steel, John Furey et Stuart Charno                                           |
| 1981   | Meurtres à la St-Valentin                        | My Bloody Valentine                                | George Mihalka              |                                                                                  |
| 1981   | Carnage                                          | The Burning                                        | Tony Maylam                 | Brian Matthews et Leah Ayres                                                     |
| 1981   | Cauchemars à Daytona Beach                       | Nightmare                                          | Romano Scavolini            |                                                                                  |
| 1981   | Survivance                                       | Just Before Dawn                                   | Jeff Lieberman              | Gregg Henry                                                                      |
| 1981   | Rosemary's Killer                                | The Prowler                                        | Joseph Zito                 | Vicky Dawson, Lawrence Tierney et Farley Granger                                 |
| 1981   | Happy Birthday : Souhaitez ne jamais être invité | Happy Birthday to Me                               | J. Lee Thompson             | Melissa Sue Anderson, Glenn Ford et Lawrence Dane                                |
| 1981   | Une Nuit infernale                               | Hell Night                                         | Tom DeSimone                | Linda Blair et Vincent Van Patten                                                |
| 1981   | La Mort en récompense                            | Graduation Day                                     | Herb Freed                  | Christopher George et Patch Mackenzie                                            |
| 1981   | 13 Morts et demi                                 | Student Bodies                                     | Mickey Rose                 | Kristen Riter et Richard Belzer                                                  |
| 1981   | La Lune de sang                                  | Die Säge des Todes                                 | Jesús Franco                | Olivia Pascal et Alexander Waechter                                              |
| 1982   | Meurtres en 3 dimensions                         | Friday the 13th Part III                           | Steve Miner                 | Dana Kimmell et Jeffrey Rogers                                                   |
| 1982   | Dément                                           | Alone in the Dark                                  | Jack Sholder                | Jack Palance, Donald Pleasence et Martin Landau                                  |
| 1982   | Fête sanglante                                   | The Slumber Party Massacre                         | Amy Holden Jones            | Michelle Michaels, Robin Stille et Brinke Stevens                                |
| 1982   | Madman                                           |                                                    | Joe Giannone                | Gaylen Ross                                                                      |
| 1983   | Psychose 2                                       | Psycho II                                          | Richard Franklin            | Anthony Perkins et Vera Miles                                                    |
| 1983   | Massacre au camp d'été                           | Sleepaway Camp                                     | Robert Hiltzik              | Felissa Rose et Mike Kellin                                                      |
| 1983   | Scalps                                           |                                                    | Fred Olen Ray               |                                                                                  |
| 1983   | The House on Sorority Row                        |                                                    | Mark Rosman                 | Kate McNeil et Eileen Davidson                                                   |
| 1983   | Sweet Sixteen                                    |                                                    | Jim Soto                    | Bo Hopkins, Susan Strasberg, Patrick Macnee et Dana Kimmell                      |
| 1984   | Les Griffes de la nuit                           | A Nightmare on Elm Street                          | Wes Craven                  | Heather Langenkamp, Johnny Depp et Robert Englund                                |
| 1984   | Vendredi 13 : Chapitre final                     | Friday the 13th: The Final Chapter                 | Joseph Zito                 | Ted White et Kimberly Beck                                                       |
| 1984   | Douce nuit, sanglante nuit                       | Silent Night, Deadly Night                         | Charles E. Sellier Jr.      | Lilyan Chauvin                                                                   |
| 1984   | Silent Madness                                   |                                                    | Simon Nuchtern              | Belinda Montgomery, Viveca Lindfors et Sydney Lassick                            |
| 1985   | Vendredi 13, chapitre V : Une nouvelle terreur   | Friday the 13th Part V: A New Beginning            | Danny Steinmann             |                                                                                  |
| 1985   | La Revanche de Freddy                            | A Nightmare On Elm Street Part 2: Freddy's Revenge | Jack Sholder                | Mark Patton, Kim Myers, Clu Gulager et Robert Englund                            |
| 1985   | Carnage                                          | The Nail Gun Massacre                              | Bill Leslie et Terry Lofton |                                                                                  |
| 1986   | Vendredi 13, chapitre VI : Jason le mort-vivant  | Friday the 13th Part VI: Jason Lives               | Tom McLoughlin              | Thom Matthews et Jennifer Cooke                                                  |
| 1986   | Week-end de terreur                              | April Fool's Day                                   | Fred Walton                 | Deborah Foreman, Amy Steel et Ken Olandt                                         |
| 1986   | Body Count                                       | Camping del terrore                                | Ruggero Deodato             | Mimsy Farmer et David Hess                                                       |
| 1986   | Morirai a mezzanotte                             |                                                    | Lamberto Bava               | Valeria D'Obici                                                                  |
| 1987   | Les Griffes du cauchemar                         | A Nightmare on Elm Street 3: Dream Warriors        | Chuck Russell               | Heather Langenkamp, Craig Wasson, Patricia Arquette et Robert Englund            |
| 1987   | Le Bal de l'horreur 2 : Hello Mary Lou           | Hello Mary Lou: Prom Night II                      | Bruce Pittman               | Michael Ironside, Justin Louis et Richard Monette                                |
| 1987   | Douce nuit, sanglante nuit 2                     | Silent Night, Deadly Night Part 2                  | Lee Harry                   | Elizabeth Kaitan                                                                 |
| 1987   | Une affaire de famille                           | American Gothic                                    | John Hough                  | Rod Steiger et Michael J. Pollard                                                |
| 1988   | Jeu d'enfant                                     | Child's Play                                       | Tom Holland                 | Catherine Hicks, Chris Sarandon, Alex Vincent et Brad Dourif                     |
| 1988   | Halloween 4                                      | Halloween 4: The Return of Michael Myers           | Dwight H. Little            | Donald Pleasence, Danielle Harris, George P. Wilbur, Ellie Cornell et Beau Starr |
| 1988   | Vendredi 13, chapitre VII : Un nouveau défi      | Friday the 13th Part VII: The New Blood            | John Carl Buechler          | Kane Hodder, Lar Park-Lincoln, Kevin Spirtas et Susan Jennifer Sullivan          |
| 1988   | Le Cauchemar de Freddy                           | A Nightmare on Elm Street 4: The Dream Master      | Renny Harlin                | Lisa Wilcox et Robert Englund                                                    |
| 1988   | Massacre au camp d'été 2                         | Sleepaway Camp II: Unhappy Campers                 | Michael A. Simpson          | Pamela Springsteen et Renée Estevez                                              |
| 1988   | Maniac Cop                                       |                                                    | William Lustig              | Tom Atkins, Bruce Campbell et Laurene Landon                                     |
| 1989   | Halloween 5                                      | Halloween 5: The Revenge of Michael Myers          | Dominique Othenin-Girard    |                                                                                  |
| 1989   | L'Enfant du cauchemar                            | A Nightmare on Elm Street: The Dream Child         | Stephen Hopkins             | Lisa Wilcox, Robert Englund, Erika Anderson et Beatrice Boepple                  |
| 1989   | Vendredi 13, chapitre VIII : L'Ultime Retour     | Friday the 13th Part VIII: Jason Takes Manhattan   | Rob Hedden                  | Kane Hodder et Scott Reeves                                                      |
| 1989   | Massacre au camp d'été 3                         | Sleepaway Camp III: Teenage Wasteland              | Michael A. Simpson          | Pamela Springsteen                                                               |
| 1989   | Douce nuit, sanglante nuit 3 : Coma dépassé      | Silent Night, Deadly Night 3: Better Watch Out!    | Monte Hellman               | Bill Moseley et Richard Beymer                                                   |
| 1989   | Fou à lier                                       | La spiaggia del terrore                            | Umberto Lenzi               |                                                                                  |

| Années | Titre                                                | Titre VO                                    | Réalisateur      | Acteurs notables                                                                  |
| ------ | ---------------------------------------------------- | ------------------------------------------- | ---------------- | --------------------------------------------------------------------------------- |
| 1990   | Chucky, la poupée de sang                            | Child's Play 2                              | John Lafia       | Alex Vincent, Jenny Agutter, Gerrit Graham, Christine Elise et Brad Dourif        |
| 1990   | Le Bal de l'horreur 3 : Dernier baiser avant l'enfer | Prom Night III: The Last Kiss               | Ron Oliver       | Cynthia Preston                                                                   |
| 1990   | Bloodmoon                                            |                                             | Alec Mills       | Christine Amor                                                                    |
| 1990   | Maniac Cop 2                                         |                                             | William Lustig   | Robert Davi, Claudia Christian, Michael Lerner, Bruce Campbell, Robert Z'dar      |
| 1990   | Douce nuit, sanglante nuit 4 : L'Initiation          | Initiation: Silent Night, Deadly Night 4    | Brian Yuzna      | Maud Adams                                                                        |
| 1991   | La Fin de Freddy : L'Ultime Cauchemar                | Freddy's Dead: The Final Nightmare          | Rachel Talalay   | Robert Englund, Lisa Zane et Yaphet Kotto                                         |
| 1991   | Chucky 3                                             | Child's Play 3                              | Jack Bender      | Brad Dourif, Justin Whalin et Perrey Reeves                                       |
| 1991   | Douce nuit, sanglante nuit 5 : Les Jouets de la mort | Silent Night, Deadly Night 5: The Toy Maker | Martin Kitrosser |                                                                                   |
| 1991   | Bad Girls from Mars                                  |                                             | Fred Olen Ray    | Edy Williams et Brinke Stevens                                                    |
| 1992   | Candyman                                             |                                             | Bernard Rose     | Virginia Madsen, Tony Todd et Xander Berkeley                                     |
| 1992   | Le Bal de l'horreur 4 : Délivrez-nous du Diable      | Prom Night IV: Deliver Us from Evil         | Clay Borris      | Nicole de Boer et Joy Tanner                                                      |
| 1992   | Mikey                                                |                                             | Dennis Dimster   | Brian Bonsall, Josie Bissett, Ashley Laurence et John Diehl                       |
| 1993   | Jason va en enfer                                    | Jason Goes to Hell: The Final Friday        | Adam Marcus      | Kane Hodder                                                                       |
| 1993   | Maniac Cop 3                                         |                                             | William Lustig   | Robert Davi, Robert Z'dar, Paul Gleason, Jackie Earle Haley et Julius Harris      |
| 1994   | Freddy sort de la nuit                               | Wes Craven's New Nightmare                  | Wes Craven       | Heather Langenkamp, Robert Englund et Miko Hughes                                 |
| 1994   | Brainscan                                            |                                             | John Flynn       | Edward Furlong et Frank Langella                                                  |
| 1995   | Halloween 6                                          |                                             | Joe Chappelle    | Donald Pleasence, Paul Rudd, Marianne Hagan, George P. Wilbur et Mitch Ryan       |
| 1995   | Candyman 2                                           |                                             | Bill Condon      | Kelly Rowan, Tony Todd et Veronica Cartwright                                     |
| 1996   | Scream                                               |                                             | Wes Craven       | Neve Campbell, David Arquette, Courteney Cox, Skeet Ulrich et Rose McGowan        |
| 1997   | Souviens-toi... l'été dernier                        | I Know What You Did Last Summer             | Jim Gillespie    | Jennifer Love Hewitt, Sarah Michelle Gellar, Ryan Phillippe et Freddie Prinze Jr. |
| 1997   | Scream 2                                             |                                             | Wes Craven       | Neve Campbell, David Arquette, Courteney Cox, Jamie Kennedy, Jerry O'Connell      |
| 1997   | Jack Frost                                           |                                             | Michael Cooney   | Scott MacDonald et Christopher Allport                                            |
| 1998   | Urban Legend                                         |                                             | Jamie Blanks     | Alicia Witt, Jared Leto et Rebecca Gayheart                                       |
| 1998   | Souviens-toi... l'été dernier 2                      | I Still Know What You Did Last Summer       | Danny Cannon     | Jennifer Love Hewitt, Freddie Prinze Jr., Brandy et Mekhi Phifer                  |
| 1998   | Halloween, 20 ans après                              | Halloween H20: Twenty Years Later           | Steve Miner      | Jamie Lee Curtis, Josh Hartnett et Michelle Williams                              |
| 1998   | Psycho                                               |                                             | Gus Van Sant     | Anne Heche et Julianne Moore                                                      |
| 1998   | La Fiancée de Chucky                                 |                                             | Ronny Yu         | Jennifer Tilly, Brad Dourif et Katherine Heigl                                    |

### Acteurs les plus courants dans les slashers
| Acteurs               | Films |
| --------------------- | ----- |
| Courteney Cox         | 7     |
| Robert Englund        | 7     |
| Neve Campbell         | 6     |
| Donald Pleasence      | 5     |
| David Arquette        | 5     |
| Jamie Lee Curtis      | 4     |
| Brad Dourif           | 3     |
| Kane Hodder           | 3     |
| Heather Langenkamp    | 3     |
| Skeet Ulrich          | 3     |
| Jamie Kennedy         | 3     |
| Sarah Michelle Gellar | 2     |
| Jennifer Love Hewitt  | 2     |
| Freddie Prinze Jr.    | 2     |
| Bruce Campbell        | 2     |
| Tony Todd             | 2     |
| Anthony Perkins       | 2     |
| Dana Kimmell          | 2     |
| Vera Miles            | 2     |
| Lisa Wilcox           | 2     |
| Tom Atkins            | 2     |
| Robert Davi           | 2     |
| Robert Z'dar          | 2     |

### Années 1990
- 1998 : Souviens-toi... l'été dernier 2 (I Still Know What You Did Last Summer) de Danny Cannon avec Jennifer Love Hewitt, Freddie Prinze Jr. et Brandy Norwood.
- 1998 : Halloween, 20 ans après de Steve Miner avec Jamie Lee Curtis, Josh Hartnett et Chris Durand.
- 1998 : Psycho de Gus Van Sant avec Vince Vaughn, Anne Heche et Julianne Moore.
- 1998 : La Fiancée de Chucky de Ronny Yu avec Jennifer Tilly, Brad Dourif et Katherine Heigl.
- 1998 : Le Clown de l'horreur
- 1998 : Milo
- 1998 : Shriek
- 1998 : Decampitated
- 1998 : Magie noire
- 1999 : Pep Squad
- 1999 : Candyman 3 : Le Jour des morts
- 1999 : Je t'ai trop attendue
- 1999 : Granny
- 1999 : Lovers Road
- 1999 : Camp Blood
- 1999 : Psycho Beach Party
- 1999 : Jeux de Massacre

### Années 2000
- 2000 : Scary Movie de Keenen Ivory Wayans avec Anna Faris, Jon Abrahams et Shawn Wayans. (Parodie horrifique)
- 2000 : Scream 3 de Wes Craven avec David Arquette, Courteney Cox et Neve Campbell.
- 2000 : Urban Legend 2 : Coup de grâce (Urban Legends: Final Cut) de John Ottman avec Jennifer Morrison, Matthew Davis et Loretta Devine.
- 2000 : Anatomie
- 2000 : Promenons-nous dans les bois
- 2000 : Le Phare de l'angoisse
- 2000 : Meurtres Sanglants
- 2000 : Scary Scream Movie
- 2000 : Flashback
- 2000 : Cut
- 2000 : Cherry Falls
- 2000 : Six-pack
- 2000 : Paranoïd
- 2000 : Killjoy
- 2000 : Camp Blood 2
- 2000 : The Record
- 2000 : Jack Frost 2
- 2000 : MPD Psycho
- 2000 : Dead 7
- 2000 : Murder In Harber Woods
- 2000 : Bloody Beach
- 2000 : Sleepy Hollow High
- 2000 : Head Cheerleader Dead Cheerleader
- 2000 : Horror 101
- 2000 : 22
- 2000 : I'll Kill You... I'll Bury You... I'll Spit on Your Grave Too!
- 2001 : Mortelle Saint-Valentin de Jamie Blanks avec Marley Shelton, David Boreanaz et Denise Richards.
- 2001 : Jason X de James Isaac avec Kane Hodder et Lexa Doig.
- 2001 : Slashers
- 2001 : Ripper
- 2001 : Délivre-nous du mal
- 2001 : Swimming Pool : la Piscine du Danger - The Pool
- 2001 : Final Scream
- 2001 : La Maison de la peur
- 2001 : Voulez-vous connaître un secret ?
- 2001 : All Cheerleaders Die
- 2001 : School Killer
- 2001 : Fear of the Dark
- 2001 : The Christmas Season Massacre
- 2001 : Dead Island: School's Out 2
- 2002 : Halloween: Resurrection de Rick Rosenthal avec Brad Loree, Bianca Kajlich et Busta Rhymes.
- 2002 : American Psycho 2 de Morgan J. Freeman avec Mila Kunis.
- 2002 : Brocéliande
- 2002 : Wishcraft
- 2002 : Slash
- 2002 : Scarecrow - L'Épouvantail
- 2002 : The Greenskeeper - Parcours Sanglant
- 2002 : Terror Toons
- 2002 : Petit massacre entre amis
- 2002 : American Nightmare
- 2002 : Frightening
- 2002 : The Wisher
- 2002 : Scared
- 2002 : Long Time Dead
- 2002 : Killjoy 2
- 2002 : Jeux pervers
- 2002 : Reality check
- 2002 : Fallen Angels
- 2002 : Silo Killer
- 2002 : To Become One
- 2002 : Bleed
- 2002 : Ax'Em
- 2002 : The Bagman
- 2002 : The Backlot Murders
- 2002 : Camp Utopia
- 2002 : Fais un Voeu
- 2002 : Slaughter Studios
- 2003 : Freddy contre Jason de Ronny Yu avec Robert Englund, Ken Kirzinger et Monica Keena.
- 2003 : Massacre à la tronçonneuse de Marcus Nispel avec Jessica Biel, Jonathan Tucker et Erica Leerhsen.
- 2003 : Détour mortel (Wrong Turn) de Rob Schmidt avec Desmond Harrington, Eliza Dushku et Emmanuelle Chriqui.
- 2003 : Toolbox Murders
- 2003 : Week-end en enfer
- 2003 : Anatomie 2
- 2003 : Meurtre Sanglant 2
- 2003 : Peur Blanche
- 2003 : Hatchetman
- 2003 : Lost Things
- 2003 : Scarecrow, la résurrection
- 2003 : Adam & Evil
- 2003 : Rouge sang
- 2003 : Route vers l'Enfer
- 2003 : Dark Woods
- 2003 : Scream Bloody Murder
- 2003 : Miner's Massacre
- 2003 : DarkWalker
- 2003 : The Chameleon Killer
- 2003 : Psycho Santa
- 2003 : Butchered
- 2003 : Maniacal
- 2003 : Red Riding Hood
- 2003 : Final Examination
- 2003 : Serial Slayer
- 2003 : Cheerleader Massacre
- 2004 : Le Fils de Chucky
- 2004 : Club Dread
- 2004 : Dark Harvest
- 2004 : Scarecrow : l'Ultime Massacre
- 2004 : Bagman - profession: meurtrier
- 2004 : Ripper 2
- 2004 : Hellbent
- 2004 : Malevolence
- 2004 : Punk Rock Holocaust
- 2004 : Chainsaw Sally
- 2004 : Fear of Clowns
- 2004 : Skits-O-Phrenia
- 2004 : Stabbed in the Face
- 2004 : Blood Reaper
- 2004 : Hey... Stop Stabbing Me!
- 2004 : Kill The Scream Queen
- 2004 : Serial killing 101
- 2004 : The Rockville Slayer
- 2004 : Horror 102: Endgame
- 2004 : The Hazing
- 2004 : Dark Harvest 2: The Maize
- 2005 : La Maison de cire de Jaume Collet-Serra avec Elisha Cuthbert, Chad Michael Murray et Brian Van Holt.
- 2005 : Wolf Creek de Greg McLean avec Nathan Philipps, Cassandra Magrath et Kestie Morassi.
- 2005 : Urban Legend 3 (Urban Legends: Bloody Mary) de Mary Lambert avec Kate Mara. (Sorti directement en DVD)
- 2005 : Cry Wolf de Jeff Wadlow avec Erica Yates, Julian Morris et Lindy Booth.
- 2005 : Venom
- 2005 : Tamara
- 2005 : Gingerdead Man
- 2005 : Bizutage Mortel
- 2005 : Very Bad Santa
- 2005 : The Choke
- 2005 : Friday the 12th - Chapter 1
- 2005 : La Malédiction d'El Charro
- 2005 : Sweet Insanity
- 2005 : Camp Daze
- 2005 : Silent Scream
- 2005 : Bad Reputation
- 2005 : DeadHouse
- 2005 : Eyes of the Chameleon
- 2005 : Motor Home Massacre
- 2005 : School Night Massacre
- 2005 : Within the Woods
- 2005 : Blood Relic
- 2005 : The Pool 2
- 2005 : Back Slash
- 2005 : Dark Harvest 3 : Scarecrow
- 2005 : Vem är Du ?
- 2005 : Woods of Evil
- 2005 : I Know What You Did Last Winter
- 2005 : Slaughter Party
- 2005 : TheCampusHouse.com
- 2005 : The Crucifier
- 2005 : Tower of Blood
- 2005 : The Slaughterhouse Massacre
- 2005 : Heebie Jeebies
- 2005 : DeadHouse
- 2006 : Massacre à la tronçonneuse : Le Commencement (The Texas Chainsaw Massacre: The Beginning) de Jonathan Liebesman avec Jordana Brewster, R. Lee Ermey et Andrew Bryniarski.
- 2006 : Terreur sur la ligne de Simon West avec Camilla Belle, Katie Cassidy et Tessa Thompson.
- 2006 : Black Christmas de Glen Morgan avec Katie Cassidy, Kristen Cloke et Michelle Trachtenberg.
- 2006 : Butcher : La Légende de Victor Crowley de Adam Green avec Joel Moore, Tamara Feldman et Deon Richmond.
- 2006 : See No Evil de Gregory Dark avec Kane et Christina Vidal.
- 2006 : Cold Prey de Roar Uthaug avec Ingrid Bolsø Berdal, Rolf Kristian Larsen et Viktoria Winge.
- 2006 : All the Boys Love Mandy Lane de Jonathan Levine avec Amber Heard, Michael Welch et Whitney Able.
- 2006 : Reeker
- 2006 : The Tripper
- 2006 : Souviens-toi… l'été dernier 3
- 2006 : Derrière le masque
- 2006 : Evil Twins - Décapité
- 2006 : Slaughter Night
- 2006 : Complexx
- 2006 : 3 Jours à Vivre
- 2006 : Christmas evil : Un Noël en Enfer
- 2006 : Le Masque d'Halloween
- 2006 : Gen: Terreur Psychiatrique
- 2006 : Delivery
- 2006 : Dark Ride
- 2006 : Executive Koala
- 2006 : The Redsin Tower
- 2006 : Friday the 12th - Chapter 2
- 2006 : Trespassers
- 2006 : The Butcher
- 2006 : Beastly Boyz
- 2006 : Easter Bunny Kill! Kill!
- 2006 : Holla If You Hear Me Kill You!
- 2006 : When a Killer Calls
- 2006 : The Whistler
- 2006 : Bikini Bloodbath
- 2006 : Wrestlemaniac
- 2006 : Blood Creek
- 2006 : The Deepening
- 2006 : Scream Boyz
- 2006 : Kill House
- 2006 : The Curse of Lizzie Borden
- 2006 : Silent Bloodnight
- 2006 : The Curse of Blanchard Hill
- 2006 : Stump the Band
- 2006 : The Summer of the Massacre
- 2006 : Dark Fields
- 2006 : Naked Beneath the Water
- 2006 : Purvos
- 2006 : The Clique
- 2006 : Twisted sisters
- 2006 : Hell's Half Acre
- 2006 : Halloween night
- 2006 : The Remake
- 2006 : Holla
- 2007 : Halloween de Rob Zombie avec Scout Taylor-Compton, Malcolm McDowell et Tyler Mane.
- 2007 : Détour mortel 2 de Joe Lynch avec Erica Leerhsen, Henry Rollins et Texas Battle.
- 2007 : Sweeney Todd : Le Diabolique Barbier de Fleet Street de Tim Burton avec Johnny Depp, Helena Bonham Carter et Alan Rickman.
- 2007 : Burger Kill
- 2007 : Fanatique
- 2007 : Steel Trap
- 2007 : Buried Alive : Enterrés Vivants
- 2007 : 100 Tears
- 2007 : Brutal
- 2007 : Seventy Five
- 2007 : Terreur au 13ème étage
- 2007 : Bloody Toons
- 2007 : Headless Horseman
- 2007 : Trackman
- 2007 : Home sick
- 2007 : Fraternity Massacre at Hell Island
- 2007 : Left for Dead
- 2007 : Home sick
- 2007 : Acts of Death
- 2007 : L'Antre
- 2007 : Murder Party
- 2007 : Psycho Ward
- 2007 : Mr. halloween
- 2007 : Dead hunt
- 2007 : Knock Knock
- 2007 : Clown
- 2007 : The Fun Park
- 2007 : The Legend of Bloody Jack
- 2007 : Blood Mask : the Possession of Nicole Lameroux
- 2007 : Somebody Help Me
- 2007 : Bad land
- 2007 : Day of The Ax
- 2007 : The Stitcher
- 2007 : Sigma Die!
- 2007 : Deadbox
- 2007 : Fear of Clowns 2
- 2007 : Slasher
- 2007 : Blood oath
- 2007 : April Fools
- 2008 : Le Bal de l'horreur de Nelson McCormick avec Brittany Snow, Idris Elba et Scott Porter.
- 2008 : Amusement de John Simpson avec Katheryn Winnick, Jessica Lucas et Laura Breckenridge.
- 2008 : Baby Blues de Lars Jacobson et Amardeep Kaleka avec Colleen Porch, Aiden Kersh et Ridge Canipe.
- 2008 : Manhunt
- 2008 : Cold Prey 2
- 2008 : Gutterballs
- 2008 : Meurtres
- 2008 : Reeker 2: no Man's Land
- 2008 : Blood Camp
- 2008 : Avril Sanglant
- 2008 : Midnight Movie
- 2008 : Gingerdead Man 2
- 2008 : Sous le Signe du Démon
- 2008 : Killer Movie
- 2008 : 3 Jours à Vivre 2
- 2008 : Night Watcher
- 2008 : Roches rouges
- 2008 : Cut print
- 2008 : Bikini Bloodbath : Car Wash
- 2008 : Methodic
- 2008 : College Blood Party
- 2008 : IMurders
- 2008 : Blood Night : The legend of Mary Hatchet
- 2008 : The Brotherhood V: Alumni
- 2008 : Psycho Sleepover
- 2008 : The Caretaker
- 2008 : The Cook
- 2008 : Baghead
- 2008 : Blood Island
- 2008 : ROT: Reunion of Terror
- 2008 : Dark Reel
- 2008 : Splatter Disco
- 2008 : I Know How Many Runs You Scored Last Summer
- 2009 : Vendredi 13 de Marcus Nispel avec Jared Padalecki, Amanda Righetti et Danielle Panabaker.
- 2009 : Meurtres à la St-Valentin de Patrick Lussier avec Jensen Ackles, Jaime King et Kerr Smith.
- 2009 : Halloween 2 de Rob Zombie avec Scout Taylor-Compton, Malcolm McDowell et Tyler Mane.
- 2009 : Sœurs de sang de Stewart Hendler avec Briana Evigan, Leah Pipes et Rumer Glenn Willis.
- 2009 : The Hills run red
- 2009 : Fear Island : L'Île meurtrière
- 2009 : Laid to Rest
- 2009 : Cornered!
- 2009 : Harper's Island
- 2009 : Blood Forest
- 2009 : L'Antre du Mal
- 2009 : Bikini Girls on Ice
- 2009 : Tormented
- 2009 : Sweatshop
- 2009 : Break
- 2009 : Deadly Little Christmas
- 2009 : Beyond Remedy
- 2009 : Bride's Waterfall
- 2009 : 30 Days to Die
- 2009 : Terror at Blood Fart Lake
- 2009 : Silo Killer 2: The Wrath of Kyle
- 2009 : ClownStrophobia
- 2009 : Mental Scars
- 2009 : Terror at Blood Fart Lake
- 2009 : Silo Killer 2: The Wrath of Kyle
- 2009 : Hide & Seek
- 2009 : Caesar & Otto's Summer Camp Massacre
- 2009 : Mon Effroyable Anniversaire
- 2009 : Four Boxes
- 2009 : Butchered
- 2009 : The Campfire Chronicles : Have a Nice Day
- 2009 : Basement Jack
- 2009 : Kids Go To The Woods... Kids Get Dead
- 2009 : Blood ties
- 2009 : The Hog

### Années 2010
- 2010 : Freddy : Les Griffes de la nuit de Samuel Bayer avec Jackie Earle Haley, Rooney Mara et Kyle Gallner.
- 2010 : Butcher 2 de Adam Green avec Danielle Harris, Tony Todd et Kane Hodder.
- 2010 : My Soul to Take de Wes Craven avec Max Thieriot, John Magaro et Denzel Whitaker
- 2010 : Tucker & Dale fightent le mal
- 2010 : Dream Home
- 2010 : My Soul to Take
- 2010 : Cold Prey 3
- 2010 : Rabies
- 2010 : Chain Letter
- 2010 : Chuckle's Revenge
- 2010 : Hate's haunted slay ride
- 2010 : Scavenger Hunt
- 2010 : Homeless Joe
- 2010 : Klown Kamp Massacre
- 2010 : The Maze
- 2010 : Beware
- 2010 : Dark Hallways
- 2010 : Cut
- 2010 : Black Eve
- 2010 : Strip Club Slasher
- 2010 : Lethal obsession
- 2010 : Texas Frightmare Massacre
- 2010 : Night Drive
- 2010 : The Black Mountain Madman
- 2010 : Killer God
- 2010 : Pelt
- 2010 : Night of the Pumpkin
- 2010 : Mon Effroyable Anniversaire 2
- 2010 : Psycho Ex Girlfriend
- 2010 : I Didn't Come Here to Die
- 2010 : Fright Flick: Massacre sur un Tournage
- 2010 : President's Day
- 2010 : Wolf cabin
- 2010 : Bloodbath in the House of Knives
- 2010 : Bikini Bloodbath : Christmas
- 2010 : Terror at Black Tree Forest
- 2010 : Suicide Girls Must Die!
- 2010 : Porkchop
- 2010 : Deep Rooted Evil
- 2010 : Mask Maker
- 2010 : Mad Cow
- 2010 : Dead island
- 2010 : Alice in Murderland
- 2010 : Black Rat
- 2010 : Followed Home
- 2010 : The Devil Within
- 2010 : Hack-Man
- 2010 : Scavenger Hunt
- 2010 : Followed Home
- 2011 : Scream 4 de Wes Craven avec Neve Campbell, David Arquette et Courteney Cox.
- 2011 : You're Next de Adam Wingard avec Sharni Vinson.
- 2011 : The Legend of the Psychotic Forest Ranger
- 2011 : Sulfures: Don't Let Him In
- 2011 : Detention
- 2011 : Skull
- 2011 : The Orphan Killer
- 2011 : The Sleeper
- 2011 : Blood Runs Cold
- 2011 : Cheerleader Massacre 2
- 2011 : One Way Trip 3D
- 2011 : The Victorville Massacre
- 2011 : Jack the Reaper
- 2011 : Harpoon
- 2011 : The Killage
- 2011 : Somebody Help Me 2
- 2011 : Porkchop II: Rise Of The Rind
- 2011 : 1313: Actor Slash Model
- 2011 : Opus
- 2011 : Have sex and die
- 2011 : 1313: Wicked Stepbrother
- 2011 : Hide
- 2011 : Have sex and die
- 2011 : Sleepaway Camp Reunion
- 2011 : You Can’t Kill Stephen King
- 2011 : Bunnyman
- 2011 : Slaughter Claus
- 2011 : Hookman 2
- 2011 : Gingerdead Man 3: Saturday Night Cleaver
- 2011 : Demons Never Die
- 2011 : Trippin'
- 2011 : Panman
- 2011 : HalloweeNight
- 2011 : Raymond did it
- 2011 : Bridal Party Massacre
- 2011 : Deadly Detour: The Goat Man Murders
- 2011 : Red River
- 2011 : Machine Head
- 2011 : Echo Lake
- 2011 : Burlesque Massacre
- 2011 : Bloody Bloody Bible Camp
- 2011 : Don't Go in the Woods
- 2011 : Beg
- 2011 : Silent But Deadly
- 2011 : Famine
- 2011 : Filth to Ashes: Flesh to Dust
- 2012 : Maniac de Franck Khalfoun avec Elijah Wood.
- 2012 : Dark Clown - Mourir de Rire
- 2012 : Comedown
- 2012 : Bloody Christmas
- 2012 : ATM
- 2012 : Bad Kids go to Hell
- 2012 : La Véritable Histoire de Blanche-Neige
- 2012 : Girls Gone Dead
- 2012 : Smiley
- 2012 : Girls against boys
- 2012 : Hallows' Eve
- 2012 : Before The Mask: The Return of Leslie Vernon
- 2012 : Skeleton Lake
- 2012 : Run Hide Die
- 2012 : 1313: Night of the Widow
- 2012 : Scream Park
- 2012 : Silent Night - Bloody Night: The Homecoming
- 2012 : Hayride
- 2012 : Scream Queen Campfire
- 2012 : HardHat
- 2012 : Into the Woods
- 2012 : Ready Or Not
- 2012 : Come and Get Me
- 2012 : Zydeco
- 2012 : Le Débroussailleur 2
- 2012 : Scream Generations
- 2012 : Mon Effroyable Anniversaire 3
- 2012 : Mischief Night
- 2012 : Das missen massaker
- 2012 : Coffin Baby
- 2012 : Aduthathu
- 2012 : Sin Reaper
- 2012 : American Backwoods: Slew Hampshire
- 2012 : Porkchop 3D
- 2012 : You're Nobody 'til Somebody Kills You
- 2012 : Cross Bearer
- 2012 : Nightmare : Painajainen merellä
- 2012 : Return To Blood Fart Lake
- 2012 : Chubby killer
- 2012 : Sorority Party Massacre
- 2012 : DeadTime
- 2012 : I Spill Your Guts
- 2012 : Backslasher
- 2012 : Jaws of the shark
- 2012 : Deranged
- 2012 : Caesar & Otto's Deadly Xmas
- 2012 : Loss of Life
- 2012 : The Hunter 3D
- 2012 : Donner Pass
- 2012 : Early Grave
- 2012 : Murder University
- 2012 : Skeleton Lake
- 2012 : Le Débroussailleur 2
- 2012 : Scream Queen Campfire
- 2013 : Texas Chainsaw 3D de John Luessenhop avec Alexandra Daddario, Dan Yeager et Tania Raymonde.
- 2013 : La Malédiction de Chucky de Don Mancini avec Brad Dourif et Fiona Dourif.
- 2013 : Butcher 3 de BJ McDonnell avec Danielle Harris et Kane Hodder.
- 2013 : All Hallows’ Eve de Damien Leone avec Katie Maguire, Mike Giannelli et Catherine A. Callahan.
- 2013 : All Cheerleaders Die
- 2013 : Blood Creek Woodsman
- 2013 : Air Terjun Pengantin Phuket
- 2013 : Gravedigger
- 2013 : Exit to Hell
- 2013 : Dead Nude Girls
- 2013 : Don't Go to the Reunion
- 2013 : Bunni
- 2013 : Blood Slaughter Massacre
- 2013 : Reality Terror Night
- 2013 : HazMat
- 2013 : Axeman at Cutter's Creek
- 2013 : It's a Beautiful Day
- 2013 : Ditch Party
- 2013 : AfterParty
- 2013 : Cut
- 2013 : Los inocentes
- 2013 : The Bible Belt Slasher: The Holy Terror
- 2013 : Babysitter Massacre
- 2013 : Lizzie Borden's Revenge
- 2014 : The Town That Dreaded Sundown de Alfonso Gomez-Rejon avec Addison Timlin, Travis Tope et Veronica Cartwright.
- 2014 : Stage Fright
- 2014 : Summer Camp
- 2014 : See No Evil 2
- 2014 : Cub
- 2014 : Girlhouse
- 2014 : Lost After Dark
- 2014 : The Den
- 2014 : Varsity Blood
- 2014 : Lumberjack Man
- 2014 : Club Lingerie
- 2014 : Carver
- 2014 : Poker Night
- 2014 : The Spring Break Murders
- 2014 : Fat Chance
- 2014 : Blood Widow
- 2014 : The Laughing Mask
- 2014 : Jersey Shore Massacre
- 2014 : Knock 'em Dead
- 2014 : Hayride 2
- 2014 : The Redwood Massacre
- 2014 : After School Massacre
- 2014 : Slash
- 2014 : Zoo School
- 2014 : Red House
- 2014 : Kill, Granny, Kill !
- 2014 : You Are Not Alone
- 2014 : What Lies Beyond... The Beginning
- 2014 : The Pick-Axe Murders Part III: The Final Chapter
- 2014 : American slaughter
- 2014 : Teenage Slumber Party Nightmare
- 2014 : Dorchester's Revenge: The Return of Crinoline Head
- 2014 : Camp Blood : First Slaughter
- 2014 : Death Do Us Part
- 2014 : Cheerleader Camp 2
- 2014 : Gore, Québec
- 2014 : Dark Cove
- 2015 : Scream Girl de Todd Strauss-Schulson avec Taissa Farmiga, Malin Åkerman et Alexander Ludwig.
- 2015 : Scream Queens
- 2015 : Secret Santa
- 2015 : All Through the House
- 2015 : Le Scaphandrier
- 2015 : Charlie's Farm
- 2015 : All Sinners Night
- 2015 : Gutterballs 2: Balls Deep
- 2015 : The Curse of Downers Grove
- 2015 : Squeal: Blood Harvest
- 2015 : Christmas Slay
- 2015 : Made Me Do It
- 2015 : Axeman 2: Overkill
- 2015 : Bastard
- 2015 : Braxton
- 2015 : Muck
- 2015 : Meathook Massacre
- 2015 : Sodomaniac
- 2015 : Lost a Girl
- 2015 : Headless
- 2015 : Cleaver: Rise of the Killer Clown
- 2015 : Dude Bro Party Massacre III
- 2015 : Prom Ride
- 2015 : Axe to Grind
- 2015 : The Fappening
- 2015 : Verano Rojo
- 2015 : Dark Woods 2
- 2015 : Smothered
- 2015 : Into the Woods 2
- 2015 : Ambulance 37
- 2015 : Bloody Bobby
- 2015 : The Cheerleaders Must Die !
- 2015 : Lady Psycho Killer
- 2015 : L.A. Slasher
- 2015 : Kill Game
- 2016 : Pas un bruit de Mike Flanagan avec Kate Siegel et John Gallagher, Jr. (Diffusé sur Netflix)
- 2016 : Tonight She Comes
- 2016 : Slasher
- 2016 : Dead of Summer: Un été maudit
- 2016 : Minutes to Midnight
- 2016 : Camp Blood 4
- 2016 : Model Hunger
- 2016 : Camp Blood 5
- 2016 : Framed
- 2016 : The Orange Man
- 2016 : Pi Day Die Day
- 2016 : The Blood Harvest
- 2016 : B.C. Butcher
- 2017 : Happy Birthdead de Christopher Landon avec Jessica Rothe, Israel Broussard et Ruby Modine.
- 2017 : The Babysitter de McG avec Samara Weaving et Judah Lewis. (Diffusé sur Netflix)
- 2017 : Le Retour de Chucky de Don Mancini avec Brad Dourif, Fiona Dourif et Alex Vincent. (Sorti directement en DVD)
- 2017 : Victor Crowley de Adam Green avec Kane Hodder et Parry Shen.
- 2017 : Christmas Blood de Reinert Kiil
- 2017 : Tragedy Girls
- 2017 : Cut Shoot Kill
- 2017 : Slasher.com
- 2017 : Lake Alice
- 2017 : The Debutantes
- 2017 : Bad Kids of Crestview Academy
- 2017 : Meathook Massacre 2
- 2017 : Bunnyman Vengeance
- 2017 : Meathook Massacre 3: First Hunt
- 2017 : Halloweed
- 2017 : It Kills
- 2017 : The Cropsey Incident
- 2017 : The 13th Friday
- 2017 : ? (Question-mark)
- 2017 : Ruin Me
- 2017 : N'importe qui
- 2018 : Halloween de David Gordon Green avec Jamie Lee Curtis, James Jude Courtney et Judy Greer.
- 2018 : The Ranger
- 2018 : Un Couteau dans le Coeur
- 2018 : Hell Fest
- 2018 : Tu Pourrais être le Tueur
- 2018 : Mask of Thorn
- 2018 : Meathook Massacre 4
- 2018 : WrestleMassacre
- 2018 : Party Hard Die Young
- 2018 : Ghost of Camp Blood
- 2018 : Deadly Reunion
- 2018 : Malevolence 3 : Killer
- 2018 : The Legend of Halloween Jack
- 2018 : Silk Scream
- 2018 : Ghost of Camp Blood
- 2019 : Child's Play : La Poupée du mal de Lars Klevberg avec Aubrey Plaza, Gabriel Bateman et Mark Hamill.
- 2019 : Happy Birthdead 2 You de Christopher Landon avec Jessica Rothe et Israel Broussard.
- 2019 : Black Christmas de Sophia Takal avec Imogen Poots.
- 2019 : The Mennonite of the Living Dead de Clayton Spinney
- 2019 : Aquaslash
- 2019 : The Furies
- 2019 : Trick
- 2019 : Hanukkah
- 2019 : Camp Cold Brook
- 2019 : Camp Wedding
- 2019 : Rock Paper Dead
- 2019 : Vengeance
- 2019 : Triggered
- 2019 : The 6th Friend
- 2019 : Blind
- 2019 : The Final Scream

### Années 2020
- 2020 : Freaky de Christopher Landon avec Vince Vaughn et Kathryn Newton.
- 2020 : The Babysitter: Killer Queen de McG avec Judah Lewis, Emily Alyn Lind et Jenna Ortega. (Diffusé sur Netflix)
- 2020 : Nobody Sleeps in the Woods Tonight
- 2020 : Vicious Fun
- 2020 : Redwood Massacre: Annihilation
- 2020 : Lucky
- 2020 : The Millennial Killer
- 2020 : Cry Havoc
- 2020 : Babysitter Must Die
- 2020 : I Scream on the Beach !
- 2021 : Halloween Kills
- 2021 : Candyman de Nia DaCosta avec Yahya Abdul-Mateen II, Teyonah Parris et Nathan Stewart-Jarrett.
- 2021 : Halloween Kills de David Gordon Green avec Jamie Lee Curtis, James Jude Courtney et Judy Greer.
- 2021 : Détour mortel : La Fondation de Mike P. Nelson avec Charlotte Vega, Adain Bradley et Bill Sage.
- 2021 : Fear Street, partie 1 : 1994 de Leigh Janiak avec Kiana Madeira, Olivia Scott Welch et Benjamin Flores Jr. (Diffusé sur Netflix)
- 2021 : Fear Street, partie 2 : 1978 de Leigh Janiak avec Sadie Sink, Emily Rudd et Ryan Simpkins. (Diffusé sur Netflix)
- 2021 : Fear Street, partie 3 : 1666 de Leigh Janiak avec Kiana Madeira, Ashley Zukerman et Gillian Jacobs. (Diffusé sur Netflix)
- 2021 : Malignant de James Wan avec Annabelle Wallis et Jake Abel.
- 2021 : Veneciafrenia de Álex de la Iglesia avec Ingrid García-Jonsson et Silvia Alonso.
- 2021 : Killer Game de Patrick Brice avec Sydney Park et Théodore Pellerin.
- 2021 : Souviens-toi… l'été dernier
- 2021 : Slumber Party Massacre
- 2021 : Amityville Scarecrow
- 2021 : The Legend of Johnny Jones
- 2021 : 13 Fanboy
- 2021 : Rucker (The Trucker)
- 2021 : Pretty Boy
- 2022 : Scream de Tyler Gillett avec Melissa Barrera, Jenna Ortega et Neve Campbell.
- 2022 : Halloween Ends de David Gordon Green avec Jamie Lee Curtis, James Jude Courtney et Andi Matichak.
- 2022 : Massacre à la tronçonneuse de David Blue Garcia avec Nell Hudson, Olwen Fouéré et Mark Burnham. (Diffusé sur Netflix)
- 2022 : X de Ti West avec Mia Goth, Jenna Ortega et Brittany Snow.
- 2022 : Terrifier 2 de Damien Leone avec David Howard-Thornton, Lauren LaVera et Elliot Fullam.
- 2022 : Pearl de Ti West avec Mia Goth et David Corenswet.
- 2022 : Winnie l'Ourson: Du Sang et du Miel
- 2022 : Bodies Bodies Bodies
- 2022 : Christmas Bloody Christmas
- 2022 : Terror Train
- 2022 : The Third Saturday in October
- 2022 : Terror Train 2
- 2022 : Time's Up
- 2022 : Bad Girl Boogey
- 2022 : The Mean One
- 2023 : Sick de John Hyams avec Gideon Adlon, Beth Million et Dylan Sprayberry. (Diffusé sur Peacock)
- 2023 : Scream 6 de Tyler Gillett avec Melissa Barrera, Jenna Ortega et Courteney Cox.
- 2023 : Winnie-the-Pooh: Blood and Honey de Rhys Frake-Waterfield avec Amber Doig-Thorne et Maria Taylor.
- 2023 : Le Book club mortel
- 2023 : Thanksgiving
- 2023 : Mary Had a Little Lamb
- 2023 : Eli Roth's Be Mine: A VR Valentine's Slasher
- 2023 : Die'ced
- 2023 : Pensive / We Might Hurt Each Other
- 2023 : éminaire
- 2023 : The Blackening
- 2023 : Don't Look Away
- 2023 : Killer Coaster
- 2023 : The Third Saturday in October: Part V
- 2023 : Doll Killer 3
- 2023 : It's a Wonderful Knife
- 2023 : New Fears Eve
- 2023 : Dark Windows
- 2023 : House of Dolls
- 2023 : That’s a Wrap
- 2023 : Stream
- 2023 : Kill Her Goats
- 2023 : Thanksgiving
- 2024 : Totally Killer
- 2024 : Winnie l'Ourson : Du Sang et Du Miel 2

### Séries
- 2009 : Harper's Island
- 2015-2019 : Scream
- 2015-2016 : Scream Queens
- depuis 2016 : Slasher
- 2019 : American Horror Story: 1984
- 2021 : Ils étaient dix
- depuis 2021 : Chucky
- 2021 : Souviens-toi... l'été dernier (I Know What You Did Last Summer)

### Jeux vidéo
- 1995 : Clock Tower (jeu vidéo)
- 1996 : Clock Tower 2
- 2009 : Saw
- 2010 : Saw 2: Flesh & Blood
- 2015 : Until Dawn
- 2016 : Dead by Daylight
- 2017 : Friday the 13th, le jeu
- 2018 : Last Year: The Nightmare
- 2023 : The Texas Chain Saw Massacre

## Liste des 50 plus gros succès du box-office français
| Rang | Titre                                                | Réalisateur                            | Année | Pays d'origine         | Box office        |
| ---- | ---------------------------------------------------- | -------------------------------------- | ----- | ---------------------- | ----------------- |
| 1    | Scary Movie                                          | Keenen Ivory Wayans                    | 2000  | États-Unis             | 3 773 151 entrées |
| 2    | Scream 3                                             | Wes Craven                             | 2000  | États-Unis             | 2 654 418 entrées |
| 3    | Scream                                               | Wes Craven                             | 1996  | États-Unis             | 2 207 347 entrées |
| 4    | Scream 2                                             | Wes Craven                             | 1997  | États-Unis             | 2 153 587 entrées |
| 5    | Psychose                                             | Alfred Hitchcock                       | 1960  | États-Unis             | 2 076 424 entrées |
| 6    | Souviens-toi... l'été dernier                        | Jim Gillespie                          | 1997  | États-Unis             | 1 274 890 entrées |
| 7    | Scream 6                                             | Tyler Gillett et Matt Bettinelli-Olpin | 2023  | États-Unis             | 1 187 621 entrées |
| 8    | Souviens-toi... l'été dernier 2                      | Danny Cannon                           | 1998  | États-Unis Mexique     | 1 125 696 entrées |
| 9    | Scream 4                                             | Wes Craven                             | 2011  | États-Unis             | 1 070 890 entrées |
| 10   | Sweeney Todd : Le Diabolique barbier de Fleet Street | Tim Burton                             | 2007  | États-Unis Royaume-Uni | 1 047 396 entrées |
| 11   | Halloween                                            | David Gordon Green                     | 2018  | États-Unis             | 843 769 entrées   |
| 12   | Les Griffes du cauchemar                             | Chuck Russell                          | 1987  | États-Unis             | 660 471 entrées   |
| 13   | Massacre à la tronçonneuse                           | Tobe Hooper                            | 1974  | États-Unis             | 614 249 entrées   |
| 14   | Vendredi 13                                          | Sean S. Cunningham                     | 1980  | États-Unis             | 603 008 entrées   |
| 15   | Happy Birthdead                                      | Christopher Landon                     | 2017  | États-Unis             | 552 407 entrées   |
| 16   | Le Cauchemar de Freddy                               | Renny Harlin                           | 1988  | États-Unis             | 551 485 entrées   |
| 17   | La Fin de Freddy : L'Ultime Cauchemar                | Rachel Talalay                         | 1991  | États-Unis             | 548 541 entrées   |
| 18   | Scream                                               | Tyler Gillett et Matt Bettinelli-Olpin | 2022  | États-Unis             | 538 289 entrées   |
| 19   | Mortelle Saint-Valentin                              | Jamie Blanks                           | 2001  | États-Unis             | 529 913 entrées   |
| 20   | La Fiancée de Chucky                                 | Ronny Yu                               | 1998  | États-Unis             | 497 340 entrées   |
| 21   | La Revanche de Freddy                                | Jack Sholder                           | 1985  | États-Unis             | 473 412 entrées   |
| 22   | Freddy : Les Griffes de la nuit                      | Samuel Bayer                           | 2010  | États-Unis             | 469 312 entrées   |
| 23   | Les Griffes de la nuit                               | Wes Craven                             | 1984  | États-Unis             | 465 864 entrées   |
| 24   | Halloween, 20 ans après                              | Steve Miner                            | 1998  | États-Unis             | 450 450 entrées   |
| 25   | Halloween Kills                                      | David Gordon Green                     | 2021  | États-Unis             | 391 897 entrées   |
| 26   | La Maison de cire                                    | Jaume Collet-Serra                     | 2005  | États-Unis Australie   | 362 463 entrées   |
| 27   | Freddy contre Jason                                  | Ronny Yu                               | 2003  | États-Unis             | 343 349 entrées   |
| 28   | Meurtres en 3 dimensions                             | Steve Miner                            | 1982  | États-Unis             | 307 747 entrées   |
| 29   | Freddy sort de la nuit                               | Wes Craven                             | 1994  | États-Unis             | 297 298 entrées   |
| 30   | La Nuit des masques                                  | John Carpenter                         | 1978  | États-Unis             | 283 934 entrées   |
| 31   | Happy Birthdead 2 You                                | Christopher Landon                     | 2019  | États-Unis             | 270 392 entrées   |
| 32   | Vendredi 13 : Chapitre final                         | Joseph Zito                            | 1984  | États-Unis             | 270 013 entrées   |
| 33   | L'Enfant du cauchemar                                | Stephen Hopkins                        | 1989  | États-Unis             | 257 507 entrées   |
| 34   | Massacre à la tronçonneuse                           | Marcus Nispel                          | 2003  | États-Unis             | 242 600 entrées   |
| 35   | Halloween 2                                          | Rick Rosenthal                         | 1981  | États-Unis             | 202 154 entrées   |
| 36   | Child's Play : La Poupée du mal                      | Lars Klevberg                          | 2019  | États-Unis             | 200 093 entrées   |
| 37   | Candyman                                             | Bernard Rose                           | 1992  | États-Unis             | 176 988 entrées   |
| 38   | Vendredi 13, chapitre V : Une nouvelle terreur       | Danny Steinmann                        | 1985  | États-Unis             | 176 873 entrées   |
| 39   | Le Tueur du vendredi                                 | Steve Miner                            | 1981  | États-Unis             | 169 986 entrées   |
| 40   | Wolf Creek                                           | Greg McLean                            | 2005  | États-Unis             | 161 009 entrées   |
| 41   | Meurtres à la St-Valentin                            | Patrick Lussier                        | 2009  | États-Unis             | 153 365 entrées   |
| 42   | Malignant                                            | James Wan                              | 2021  | États-Unis             | 147 634 entrées   |
| 43   | Candyman                                             | Nia DaCosta                            | 2021  | États-Unis             | 143 040 entrées   |
| 44   | Vendredi 13                                          | Marcus Nispel                          | 2009  | États-Unis             | 129 477 entrées   |
| 45   | Black Christmas                                      | Sophia Takal                           | 2019  | États-Unis             | 127 536 entrées   |
| 46   | Maniac                                               | Franck Khalfoun                        | 2012  | États-Unis             | 123 419 entrées   |
| 47   | You're Next                                          | Adam Wingard                           | 2011  | États-Unis             | 114 469 entrées   |
| 48   | Halloween: Resurrection                              | Rick Rosenthal                         | 2002  | États-Unis             | 108 189 entrées   |
| 49   | Vendredi 13, chapitre VI : Jason le mort-vivant      | Tom McLoughlin                         | 1986  | États-Unis             | 100 320 entrées   |
| 50   | Halloween                                            | Rob Zombie                             | 2007  | États-Unis             | 79 631 entrées    |

### Liste des 50 meilleurs démarrages en entrées sur une semaine en France
| Rang | Titre                                                | Réalisateur                            | Entrées   | Semaine de sortie | Pays d'origine |
| ---- | ---------------------------------------------------- | -------------------------------------- | --------- | ----------------- | -------------- |
|      | Scary Movie                                          | Keenen Ivory Wayans                    | 1 438 991 |                   |                |
|      | Scream 3                                             | Wes Craven                             | 1 395 626 |                   |                |
|      | Scream 2                                             | Wes Craven                             | 803 391   |                   |                |
|      | Scream 4                                             | Wes Craven                             | 533 026   |                   |                |
|      | Sweeney Todd : Le Diabolique Barbier de Fleet Street | Tim Burton                             | 507 434   |                   |                |
|      | Scream 6                                             | Tyler Gillett et Matt Bettinelli-Olpin | 464 821   |                   |                |
|      | Souviens-toi... l'été dernier 2                      | Danny Cannon                           | 419 740   |                   |                |
|      | Halloween                                            | David Gordon Green                     | 413 854   |                   |                |
|      | Scream                                               | Wes Craven                             | 335 687   |                   |                |
|      | Freddy ; Les Griffes de la nuit                      | Samuel Bayer                           | 292 939   |                   |                |
|      | Souviens-toi... l'été dernier                        | Jim Gillespie                          | 274 214   |                   |                |
|      | Urban Legend                                         | Jamie Blanks                           | 240 150   |                   |                |
|      | Urban Legend 2 : Coup de grâce                       |                                        | 237 707   |                   |                |
|      | Happy Birthdead                                      | Christopher Landon                     | 230 654   |                   |                |
|      | Scream                                               | Tyler Gillett et Matt Bettinelli-Olpin | 212 555   |                   |                |
|      | Happy Birthdead 2 You                                |                                        | 159 080   |                   |                |
|      | Massacre à la tronçonneuse                           | Marcus Nispel                          | 139 536   |                   |                |
|      | Vendredi 13                                          | Marcus Nispel                          | 78 164    |                   |                |
|      | Meurtres à la St-Valentin                            | Patrick Lussier                        | 67 859    |                   |                |
|      | Massacre à la tronçonneuse : Le Commencement         | Jonathan Liebesman                     | 52 189    |                   |                |
|      | Le Bal de l'horreur                                  |                                        | 50 484    |                   |                |

## Liste des 50 plus gros succès du box-office américain
| Rang | Titre                                                | Réalisateur                            | Année | Pays d'origine         | Box office    |
| ---- | ---------------------------------------------------- | -------------------------------------- | ----- | ---------------------- | ------------- |
| 1    | Halloween                                            | David Gordon Green                     | 2018  | États-Unis             | 159 342 015 $ |
| 2    | Scary Movie                                          | Keenen Ivory Wayans                    | 2000  | États-Unis             | 157 019 771 $ |
| 3    | Scream 6                                             | Tyler Gillett et Matt Bettinelli-Olpin | 2023  | États-Unis             | 108 161 389 $ |
| 4    | Scream                                               | Wes Craven                             | 1996  | États-Unis             | 103 046 663 $ |
| 5    | Scream 2                                             | Wes Craven                             | 1997  | États-Unis             | 101 363 301 $ |
| 6    | Halloween Kills                                      | David Gordon Green                     | 2021  | États-Unis             | 92 002 155 $  |
| 7    | Scream 3                                             | Wes Craven                             | 2000  | États-Unis             | 89 143 175 $  |
| 8    | Freddy contre Jason                                  | Ronny Yu                               | 2003  | États-Unis             | 82 622 655 $  |
| 9    | Scream                                               | Tyler Gillett et Matt Bettinelli-Olpin | 2022  | États-Unis             | 81 154 459 $  |
| 10   | Massacre à la tronçonneuse                           | Marcus Nispel                          | 2003  | États-Unis             | 80 571 655 $  |
| 11   | Souviens-toi... l'été dernier                        | Jim Gillespie                          | 1997  | États-Unis             | 72 586 134 $  |
| 12   | Vendredi 13                                          | Marcus Nispel                          | 2009  | États-Unis             | 65 002 019 $  |
| 13   | Freddy : Les Griffes de la nuit                      | Samuel Bayer                           | 2010  | États-Unis             | 63 075 011 $  |
| 14   | Candyman                                             | Nia DaCosta                            | 2021  | États-Unis             | 61 186 570 $  |
| 15   | Halloween                                            | Rob Zombie                             | 2007  | États-Unis             | 58 272 029 $  |
| 16   | Happy Birthdead                                      | Christopher Landon                     | 2017  | États-Unis             | 55 683 845 $  |
| 17   | Halloween, 20 ans après                              | Steve Miner                            | 1998  | États-Unis             | 55 041 738 $  |
| 18   | Sweeney Todd : Le Diabolique barbier de Fleet Street | Tim Burton                             | 2007  | États-Unis Royaume-Uni | 52 898 073 $  |
| 19   | Meurtres à la St-Valentin                            | Patrick Lussier                        | 2009  | États-Unis             | 51 545 952 $  |
| 20   | Le Cauchemar de Freddy                               | Renny Harlin                           | 1988  | États-Unis             | 49 369 899 $  |
| 21   | Terreur sur la ligne                                 | Simon West                             | 2006  | États-Unis             | 47 860 214 $  |
| 22   | La Nuit des masques                                  | John Carpenter                         | 1978  | États-Unis             | 47 160 000 $  |
| 23   | Les Griffes du cauchemar                             | Chuck Russell                          | 1987  | États-Unis             | 44 793 222 $  |
| 24   | Le Bal de l'horreur                                  | Nelson McCormick                       | 2008  | États-Unis             | 43 869 350 $  |
| 25   | Souviens-toi... l'été dernier 2                      | Danny Cannon                           | 1998  | États-Unis Mexique     | 40 002 112 $  |
| 26   | Vendredi 13                                          | Sean S. Cunningham                     | 1980  | États-Unis             | 39 754 601 $  |
| 27   | Massacre à la tronçonneuse : Le Commencement         | Jonathan Liebesman                     | 2006  | États-Unis             | 39 517 763 $  |
| 28   | Scream 4                                             | Wes Craven                             | 2011  | États-Unis             | 38 180 928 $  |
| 29   | Terrifier 3                                          | Damien Leone                           | 2024  | États-Unis             | 38 165 430 $  |
| 30   | Urban Legend                                         | Jamie Blanks                           | 1998  | États-Unis             | 38 072 438 $  |
| 31   | Meurtres en 3 dimensions                             | Steve Miner                            | 1982  | États-Unis             | 36 690 067 $  |
| 32   | La Fin de Freddy : L'Ultime Cauchemar                | Rachel Talalay                         | 1991  | États-Unis             | 34 872 033 $  |
| 33   | Psychose 2                                           | Richard Franklin                       | 1983  | États-Unis             | 34 725 000 $  |
| 34   | Texas Chainsaw 3D                                    | John Luessenhop                        | 2013  | États-Unis             | 34 341 945 $  |
| 35   | Halloween 2                                          | Rob Zombie                             | 2009  | États-Unis             | 33 392 973 $  |
| 36   | Jeu d'enfant                                         | Tom Holland                            | 1988  | États-Unis             | 33 244 684 $  |
| 37   | Vendredi 13 : Chapitre final                         | Joseph Zito                            | 1984  | États-Unis             | 32 980 880 $  |
| 38   | La Fiancée de Chucky                                 | Ronny Yu                               | 1998  | États-Unis             | 32 400 658 $  |
| 39   | La Maison de cire                                    | Jaume Collet-Serra                     | 2005  | États-Unis Australie   | 32 064 800 $  |
| 40   | Psychose                                             | Alfred Hitchcock                       | 1960  | États-Unis             | 32 000 000 $  |
| 41   | Massacre à la tronçonneuse                           | Tobe Hooper                            | 1974  | États-Unis             | 30 859 000 $  |
| 42   | Halloween: Resurrection                              | Rick Rosenthal                         | 2002  | États-Unis             | 30 354 442 $  |
| 43   | La Revanche de Freddy                                | Jack Sholder                           | 1985  | États-Unis             | 29 999 213 $  |
| 44   | Child's Play : La Poupée du mal                      | Lars Klevberg                          | 2019  | États-Unis             | 29 208 403 $  |
| 45   | Chucky, la poupée de sang                            | John Lafia                             | 1990  | États-Unis             | 28 501 605 $  |
| 46   | Happy Birthdead 2 You                                | Christopher Landon                     | 2019  | États-Unis             | 28 148 130 $  |
| 47   | Candyman                                             | Bernard Rose                           | 1992  | États-Unis             | 25 792 310 $  |
| 48   | Halloween 2                                          | Rick Rosenthal                         | 1981  | États-Unis             | 25 533 818 $  |
| 49   | Les Griffes de la nuit                               | Wes Craven                             | 1984  | États-Unis             | 25 504 513 $  |
| 50   | L'Enfant du cauchemar                                | Stephen Hopkins                        | 1989  | États-Unis             | 22 168 359 $  |

### Liste des 50 plus gros démarrages en un weekend aux Etats-Unis
| Rang | Film                                                 | Réalisateur                            | Weekend de sortie | Pays d'origine         | Box office   |
| ---- | ---------------------------------------------------- | -------------------------------------- | ----------------- | ---------------------- | ------------ |
| 1    | Halloween                                            | David Gordon Green                     | 17 octobre 2018   | États-Unis             | 76 221 545 $ |
| 2    | Halloween Kills                                      | David Gordon Green                     | 15 octobre 2021   | États-Unis             | 49 404 980 $ |
| 3    | Scream 6                                             | Tyler Gillett et Matt Bettinelli-Olpin | 10 mars 2023      | États-Unis             | 44 447 270 $ |
| 4    | Scary Movie                                          | Keenen Ivory Wayans                    | 7 juillet 2000    | États-Unis             | 42 346 669 $ |
| 5    | Vendredi 13                                          | Marcus Nispel                          | 11 février 2009   | États-Unis             | 40 570 365 $ |
| 6    | Halloween Ends                                       | David Gordon Green                     | 14 octobre 2022   | États-Unis             | 40 050 355 $ |
| 7    | Freddy contre Jason                                  | Ronny Yu                               | 15 août 2003      | États-Unis             | 36 400 000 $ |
| 8    | Scream 3                                             | Wes Craven                             | 4 février 2000    | États-Unis             | 34 713 342 $ |
| 9    | Scream 2                                             | Wes Craven                             | 12 décembre 1997  | États-Unis             | 32 926 342 $ |
| 10   | Freddy : Les Griffes de la nuit                      | Samuel Bayer                           | 30 avril 2010     | États-Unis             | 32 902 299 $ |
| 11   | Scream                                               | Tyler Gillett et Matt Bettinelli-Olpin | 12 janvier 2022   | États-Unis             | 30 018 805 $ |
| 12   | Massacre à la tronçonneuse                           | Marcus Nispel                          | 17 octobre 2003   | États-Unis             | 29 100 000 $ |
| 13   | Halloween                                            | Rob Zombie                             | 31 août 2007      | États-Unis             | 26 362 367 $ |
| 14   | Happy Birthdead                                      | Christopher Landon                     | 13 octobre 2017   | États-Unis             | 26 039 025 $ |
| 15   | Candyman                                             | Nia DaCosta                            | 27 août 2021      | États-Unis             | 22 001 750 $ |
| 16   | Terreur sur la ligne                                 | Simon West                             | 3 février 2006    | États-Unis             | 21 607 203 $ |
| 17   | Meurtres à la St-Valentin                            | Patrick Lussier                        | 16 janvier 2009   | États-Unis             | 21 241 456 $ |
| 18   | Le Bal de l'horreur                                  | Nelson McCormick                       | 11 avril 2008     | États-Unis             | 20 804 941 $ |
| 19   | Massacre à la tronçonneuse : Le Commencement         | Jonathan Liebesman                     | 6 octobre 2006    | États-Unis             | 19 150 000 $ |
| 20   | Scream 4                                             | Wes Craven                             | 13 avril 2011     | États-Unis             | 18 692 090 $ |
| 21   | Souviens-toi... l'été dernier 2                      | Danny Cannon                           | 13 novembre 1998  | États-Unis Mexique     | 16 520 038 $ |
| 22   | Halloween 2                                          | Rob Zombie                             | 28 août 2009      | États-Unis             | 16 349 565 $ |
| 23   | Halloween, 20 ans après                              | Steve Miner                            | 7 août 1998       | États-Unis             | 16 187 724 $ |
| 24   | Souviens-toi... l'été dernier                        | Jim Gillespie                          | 17 octobre 1997   | États-Unis             | 15 818 645 $ |
| 25   | Child's Play : La Poupée du mal                      | Lars Klevberg                          | 21 juin 2019      | États-Unis             | 14 094 594 $ |
| 26   | La Fin de Freddy : L'Ultime cauchemar                | Rachel Talalay                         | 13 septembre 1991 | États-Unis             | 12 966 525 $ |
| 27   | Le Cauchemar de Freddy                               | Renny Harlin                           | 19 août 1988      | États-Unis             | 12 833 403 $ |
| 28   | Halloween: Resurrection                              | Rick Rosenthal                         | 12 juillet 2002   | États-Unis             | 12 292 121 $ |
| 29   | La Maison de cire                                    | Jaume Collet-Serra                     | 6 mai 2005        | États-Unis Australie   | 12 077 236 $ |
| 30   | La Fiancée de Chucky                                 | Ronny Yu                               | 16 octobre 1998   | États-Unis             | 11 830 855 $ |
| 31   | Vendredi 13 : Chapitre final                         | Joseph Zito                            | 13 avril 1984     | États-Unis             | 11 183 148 $ |
| 32   | Chucky, la poupée de sang                            | John Lafia                             | 9 novembre 1990   | États-Unis             | 10 718 520 $ |
| 33   | Urban Legend                                         | Jamie Blanks                           | 25 septembre 1998 | États-Unis             | 10 515 444 $ |
| 32   | Psycho                                               | Gus Van Sant                           | 4 décembre 1998   | États-Unis             | 10 031 850 $ |
| 33   | Mortelle Saint-Valentin                              | Jamie Blanks                           | 2 février 2001    | États-Unis             | 10 024 648 $ |
| 34   | Happy Birthdead 2 You                                | Christopher Landon                     | 13 février 2019   | États-Unis             | 9 497 665 $  |
| 35   | Meurtres en 3 dimensions                             | Steve Miner                            | 13 août 1982      | États-Unis             | 9 406 522 $  |
| 36   | Sweeney Todd : Le Diabolique Barbier de Fleet Street | Tim Burton                             | 21 décembre 2007  | États-Unis Royaume-Uni | 9 300 805 $  |
| 37   | Les Griffes du cauchemar                             | Chuck Russell                          | 27 février 1987   | États-Unis             | 8 880 555 $  |
| 38   | Le Fils de Chucky                                    | Don Mancini                            | 12 novembre 2004  | États-Unis             | 8 800 000 $  |
| 39   | Urban Legend 2 : Coup de grâce                       | John Ottman                            | 22 septembre 2000 | États-Unis             | 8 505 513 $  |
| 40   | Psychose 2                                           | Richard Franklin                       | 3 juin 1983       | États-Unis             | 8 310 244 $  |
| 41   | Vendredi 13, chapitre VII : Un nouveau défi          | John Carl Buechler                     | 13 mai 1988       | États-Unis             | 8 245 038 $  |
| 42   | Hitcher                                              | Dave Meyers                            | 19 janvier 2007   | États-Unis             | 8 234 000 $  |
| 43   | L'Enfant du cauchemar                                | Stephen Hopkins                        | 11 août 1989      | États-Unis             | 8 115 176 $  |
| 44   | Vendredi 13, chapitre V : Une nouvelle terreur       | Danny Steinmann                        | 22 mars 1985      | États-Unis             | 8 032 883 $  |
| 45   | Jason va en enfer                                    | Adam Marcus                            | 13 août 1993      | États-Unis             | 7 552 190 $  |
| 46   | Halloween 2                                          | Rick Rosenthal                         | 30 octobre 1981   | États-Unis             | 7 446 508 $  |
| 47   | Halloween 5                                          | Dominique Othenin-Girard               | 29 septembre 1995 | États-Unis             | 7 308 529 $  |
| 48   | My Soul to Take                                      | Wes Craven                             | 8 octobre 2010    | États-Unis             | 6 842 220 $  |
| 49   | Halloween 4                                          | Dwight H. Little                       | 21 octobre 1988   | États-Unis             | 6 831 250 $  |
| 50   | Vendredi 13, chapitre VI : Jason le mort-vivant      | Tom McLoughlin                         | 1 août 1986       | États-Unis             | 6 750 837 $  |

## Liste des 50 plus gros succès du box-office mondial
| Rang | Film                                                 | Réalisateur                            | Année | Pays d'origine         | Box office    |
| ---- | ---------------------------------------------------- | -------------------------------------- | ----- | ---------------------- | ------------- |
| 1    | Scary Movie                                          | Keenen Ivory Wayans                    | 2000  | États-Unis             | 278 019 771 $ |
| 2    | Halloween                                            | David Gordon Green                     | 2018  | États-Unis             | 255 614 941 $ |
| 3    | Scream                                               | Wes Craven                             | 1996  | États-Unis             | 173 046 663 $ |
| 4    | Scream 2                                             | Wes Craven                             | 1997  | États-Unis             | 172 363 301 $ |
| 5    | Scream 6                                             | Tyler Gillett et Matt Bettinelli-Olpin | 2023  | États-Unis             | 168 961 389 $ |
| 6    | Scream 3                                             | Wes Craven                             | 2000  | États-Unis             | 161 834 276 $ |
| 7    | Sweeney Todd : Le Diabolique Barbier de Fleet Street | Tim Burton                             | 2007  | États-Unis Royaume-Uni | 153 383 627 $ |
| 8    | Scream                                               | Tyler Gillett et Matt Bettinelli-Olpin | 2022  | États-Unis             | 139 554 459 $ |
| 9    | Halloween Kills                                      | David Gordon Green                     | 2021  | États-Unis             | 131 647 155 $ |
| 10   | Souviens-toi... l'été dernier                        | Jim Gillespie                          | 1997  | États-Unis             | 125 586 134 $ |
| 11   | Happy Birthdead                                      | Christopher Landon                     | 2017  | États-Unis             | 125 479 266 $ |
| 12   | Freddy contre Jason                                  | Ronny Yu                               | 2003  | États-Unis             | 116 632 628 $ |
| 13   | Freddy : Les Griffes de la nuit                      | Samuel Bayer                           | 2010  | États-Unis             | 115 695 182 $ |
| 14   | Massacre à la tronçonneuse                           | Marcus Nispel                          | 2003  | États-Unis             | 107 363 905 $ |
| 15   | Meurtres à la St-Valentin                            | Patrick Lussier                        | 2009  | États-Unis             | 100 734 718 $ |
| 16   | Scream 4                                             | Wes Craven                             | 2011  | États-Unis             | 97 231 420 $  |
| 17   | Vendredi 13                                          | Marcus Nispel                          | 2009  | États-Unis             | 91 509 154 $  |
| 18   | Souviens-toi... l'été dernier 2                      | Danny Cannon                           | 1998  | États-Unis Mexique     | 82 099 681 $  |
| 19   | Halloween                                            | Rob Zombie                             | 2007  | États-Unis             | 80 460 948 $  |
| 20   | Candyman                                             | Nia DaCosta                            | 2021  | États-Unis             | 77 411 570 $  |
| 21   | Halloween, 20 ans après                              | Steve Miner                            | 1998  | États-Unis             | 75 000 000 $  |
| 22   | Urban Legend                                         | Jamie Blanks                           | 1998  | États-Unis             | 72 527 595 $  |
| 23   | La Nuit des masques                                  | John Carpenter                         | 1978  | États-Unis             | 70 000 000 $  |
| 24   | La Maison de cire                                    | Jaume Collet-Serra                     | 2005  | États-Unis             | 68 766 121 $  |
| 25   | Terreur sur la ligne                                 | Simon West                             | 2006  | États-Unis             | 67 062 123 $  |
| 26   | Happy Birthdead 2 You                                | Christopher Landon                     | 2019  | États-Unis             | 64 600 152 $  |
| 27   | Le Bal de l'horreur                                  | Nelson McCormick                       | 2008  | États-Unis             | 57 197 876 $  |
| 28   | Massacre à la tronçonneuse : Le Commencement         | Jonathan Liebesman                     | 2006  | États-Unis             | 51 764 406 $  |
| 29   | La Fiancée de Chucky                                 | Ronny Yu                               | 1998  | États-Unis             | 50 688 658 $  |
| 30   | Texas Chainsaw 3D                                    | John Luessenhop                        | 2013  | États-Unis             | 47 340 586 $  |
| 31   | Child's Play : La Poupée du mal                      | Lars Klevberg                          | 2019  | États-Unis             | 44 907 074 $  |
| 32   | Jeu d'enfant                                         | Tom Holland                            | 1988  | États-Unis             | 44 196 684 $  |
| 33   | Vendredi 13                                          | Sean S. Cunningham                     | 1980  | États-Unis             | 39 765 665 $  |
| 34   | Halloween 2                                          | Rob Zombie                             | 2009  | États-Unis             | 39 421 467 $  |
| 35   | Urban Legend 2 : Coup de grâce                       | John Ottman                            | 2000  | États-Unis             | 38 574 362 $  |
| 36   | Halloween: Resurrection                              | Rick Rosenthal                         | 2002  | États-Unis             | 37 664 855 $  |
| 37   | Psycho                                               | Gus Van Sant                           | 1998  | États-Unis             | 37 170 655 $  |
| 38   | Mortelle Saint-Valentin                              | Jamie Blanks                           | 2001  | États-Unis             | 36 684 136 $  |
| 39   | Chucky, la poupée de sang                            | John Lafia                             | 1990  | États-Unis             | 35 763 605 $  |
| 40   | Malignant                                            | James Wan                              | 2021  | États-Unis             | 33 991 791 $  |
| 41   | Cry Wolf                                             | Jeff Wadlow                            | 2005  | États-Unis             | 32 586 408 $  |
| 42   | Psychose                                             | Alfred Hitchcock                       | 1960  | États-Unis             | 32 041 931 $  |
| 43   | Wolf Creek                                           | Greg McLean                            | 2005  | États-Unis             | 30 894 796 $  |
| 44   | Massacre à la tronçonneuse                           | Tobe Hooper                            | 1974  | États-Unis             | 30 860 378 $  |
| 45   | Détour mortel                                        | Rob Schmidt                            | 2003  | États-Unis             | 28 650 575 $  |
| 46   | Sœurs de sang                                        | Stewart Hendler                        | 2009  | États-Unis             | 27 206 120 $  |
| 47   | You're Next                                          | Adam Wingard                           | 2011  | États-Unis             | 26 895 481 $  |
| 48   | Candyman                                             | Bernard Rose                           | 1992  | États-Unis             | 25 795 897 $  |
| 49   | Les Griffes de la nuit                               | Wes Craven                             | 1984  | États-Unis             | 25 565 199 $  |
| 50   | Black Christmas                                      | Glen Morgan                            | 2006  | États-Unis             | 21 510 851 $  |